# Сливиньский, Антоний
Антони Силвестер Ян Шливиньский (пол. Antoni Sylwester Jan Śliwiński; родился 15 ноября 1928 года в Яроцине) — польский физик, профессор, специалист в области физической акустики, в частности: молекулярная акустика, ультразвук, акустика, фотоакустика. Профессор в Гданьском университете.

## Биография
В 1947 году он сдал свои выпускные экзамены в Быдгоще.
В 1952 году в окончил университет Университет Адама Мицкевича в Познани.
В 1960 году подготовил докторскую диссертацию о явлении дифракции света на ультразвуковых волнах, распространяющихся в средах, расположенных вблизи критической точки под руководством профессора Марека Квика.
В 1970 году он перешел в Гданьский университет, где работал до выхода на пенсию в 1999 году.
Шливиньский состоит в редколлегиях многих журналов:
- Ultrasonics (Лондон, с 1965 года),
- Acoustics Letters (Лондон, с 1980 года),
- Archives of Acoustics (PAN, с 1985 года),
- Oceanology (PAN, с 1980 года),
- Acustica (Штутгарт, 1990-96).,
- Акустический журнал (РАН — Москва, с 1990 г.),
- Обзор оптоэлектроники (с 1995 г.).

## Публикации
Он является автором и соавтором более 390 публикаций, включая автора, соавтора или редактора 14 книг.
- Śliwiński, A. Acousto-optics as a field of current interest in research and application // Proc. SPIE. Fourteenth School on Acousto-Optics and Applications. — 2019. — Vol. 11210 (1 ноября). — doi:10.1117/12.2540773.
- Sikorska, A. Photoacoustic Signal Analysis for the Relaxation Study of Dibenzoilmethane / A. Sikorska, Śliwiński, Zachara // Spectroscopy Letters. — 1995. — Vol. 28, no. 4 (23 января). — P. 547—555. — doi:10.1080/00387019508009899.

## Участие в национальных и международных научных организациях
Один из основателей Польского акустического общества в 1963 году, его генеральным секретарь в 1963-70 и председатель с 1987 по 1997 год.
- Международной комиссии по акустике при Международном союзе чистой и прикладной физики (польский представитель по срокам 1981—1984, 1984—1987, 1996—1999, 1999—2004, 2004—2007),
- Комитета физики Польской академии наук,
- Комитета акустики Польской академии наук,
- Международной комиссии по акустике при Международном союзе теоретической и прикладной физики
- Заместитель председателя комитета по акустике Польской академии наук
- Председатель Национального комитета по контактам с Международным акустическим комитетом (ICA)[1][2].

Одним из редакторов Энциклопедии современной физики, опубликованной в 1983 году PWN